# پلیس سایبورگ ۳
پلیس سایبورگ ۳ (به انگلیسی: Cyborg Cop III) و (همچنین به عنوان ضربه ترمینال نیز شناخته می‌شود) یک فیلم ویدئویی آمریکایی اکشن و علمی تخیلی محصول سال ۱۹۹۵ با بازی فرانک زاگارینو است. این فیلم سومین و آخرین قسمت در مجمموعه فیلم‌های پلییس سابورگ محسوب می‌شود.